# Bolbocerodema sikkimense
Bolbocerodema sikkimense es una especie de coleóptero de la familia Geotrupidae.

## Distribución geográfica
Habita en Sikkim (India).